# Дело Терентьева
Дело Терентьева — процесс над Саввой Терентьевым, блогером «Живого Журнала» из Сыктывкара, получивший широкий общественный резонанс. Это первое в России уголовное дело, возбуждённое за комментарий в Сети. Оно вызвало бурное обсуждение как среди блогеров, так и среди политиков. В июне 2008 года Терентьев был приговорён Сыктывкарским городским судом к одному году условно по статье 282 ч. 1 Уголовного кодекса РФ, в августе 2018 года Европейский суд по правам человека (ЕСПЧ) постановил признать уголовное преследование нарушающим статью 10 Конвенции о защите прав человека и основных свобод.

## Запись в блоге
15 февраля 2007 года в интернет-блоге сыктывкарского журналиста Бориса Суранова милиционеры обнаружили оставленную Терентьевым запись, расцененную ими как «направленную на возбуждение ненависти или вражды к социальной группе» — милиции:

«ненавижу ментов, сцуконах не согласен с тезисом „у милиционеров остался менталитет репрессивной дубинки в руках властьимущих“. во-первых, ментов. во-вторых, не остался. он просто-напросто неискореним. мусор — и в африке мусор. кто идёт в менты — быдло, гопота — самые тупые, необразованные представители жив(отн)ого мира. было бы хорошо, если в центре каждого города россии, на главной площади (в сыктывкаре — прям в центре стефановской, где ёлка стоит чтоб в с е м видно было) стояла печь, как в освенциме, где церемониально, ежедневно, а лучше — дважды в сутки (в полдень и полночь, например) — сжигали бы по неверному менту. народ, чтоб сжигал. это был бы первый шаг к очищению общества от ментовско-гопотской грязи.»

Этот текст появился как комментарий на запись в блоге об изъятии 14 февраля 2007 года шести жёстких дисков с компьютеров в редакции газеты «Искра» города Инта (Республика Коми) работниками милиции из отдела «К».
16 марта в квартире Саввы Терентьева был проведен обыск, в ходе которого был изъят его компьютер.

## Экспертизы
Прокуратура инициировала проведение двух экспертиз, проведённых учёными Сыктывкарского государственного университета — судебно-лингвистической и социо-гуманитарной. По результатам первой, проведенной под руководством кандидата филологических наук Натальи Сергиевой, был сделан вывод об отсутствии в комментарии призывов к разжиганию социальной вражды.
Результаты второй экспертизы, проведенной четырьмя учёными того же университета — доктором исторических наук Юрием Шабаевым, доктором философских наук Игорем Гончаровым, доктором филологических наук Михаилом Мелиховым и кандидатом исторических наук Петром Котовым — обнаружили в комментарии признаки социальной вражды. В феврале 2008 года тем же составом специалистов была проведена дополнительная социогуманитарная экспертиза по расширенному кругу вопросов, ставшая основным доказательством вины, имеющимся у стороны обвинения.

## Обвинение
9 августа 2007 года, а затем повторно 22 февраля 2008 года прокуратурой Республики Коми Савве было предъявлено обвинение по ч. 1 ст. 282 УК РФ «Возбуждение ненависти либо вражды, а равно унижение человеческого достоинства… совершенные публично или с использованием средств массовой информации». Была избрана мера пресечения в виде подписки о невыезде.

## Суд первой инстанции
Суд начался 31 марта 2008 года. Первым судебным решением по делу стало изъятие из материалов заключения социогуманитарной экспертизы № 27 как незаконно полученного доказательства. Защита обвиняемого ходатайствовала о возвращении дела на доследование из-за процессуальных нарушений, однако, в этом ей было отказано. Также суд отказался исключить из дела протоколы допросов экспертов из Сыктывкарского университета. На первом заседании суда по своему делу Савва Терентьев признал авторство комментария. Вместе с тем, он категорически отрицал свою вину в разжигании ненависти к милиции, утверждая, что говорил лишь о недобропорядочных сотрудниках. Терентьев принес свои извинения всем порядочным милиционерам, а также узникам концлагерей, которых мог задеть его комментарий.
16 апреля 2008 года состоялось второе заседание суда. Заседание началось в кабинете судьи Л. И. Сухаревой, в отсутствие публики и прессы, что вызвало комментарии о закрытом характере слушаний без надлежащего решения суда. Позже заседание переместилось в более вместительный зал. После заслушивания свидетелей со стороны обвинения судья отвела практически всех свидетелей и свидетельства защиты, включая мнения по делу нескольких депутатов Государственной Думы и результаты опроса населения Левада-Центром по отношению граждан к милиции. По протесту обвинения к делу не была приобщена рецензия на заключения социогуманитарных экспертиз, характеризующая не только отклонённое заключение № 27, но и компетенцию написавших его экспертов, давших показания в качестве свидетелей обвинения. Не будучи включен в материалы дела в качестве доказательства, текст рецензии был зачитан адвокатом подсудимого. Свидетели защиты, уже находившиеся в здании суда, были заслушаны судом.
23 апреля 2008 года состоялось третье заседание суда. Были заслушаны свидетели защиты. Двое из них представляли опросы, характеризующие отрицательное отношение большинства как граждан России в целом, так и участников интернет-сообщества к органам правопорядка, обосновывающие суть высказывания Саввы Терентьева господствующим в стране общественным мнением. Суд отказал в приобщении результатов опросов к делу. Свидетелем защиты суду впервые была разъяснена разница между электронной почтой, форумом, блогом, различие между постом (записью) в блоге и комментарием (отзывом), поскольку судья и обвинитель не имели чёткого представления о месте и условиях, в которых было совершено инкриминируемое преступление.
Один из свидетелей, 30 лет проработавший в правоохранительных органах, подтвердил суду общепринятость слова «мент» и наличие среди сотрудников таких, к кому применимы слова «быдло» и «гопота». Он же сообщил, что надевая китель с погонами, получая деньги за свою службу, сотрудник должен достойно переносить тяготы и лишения, в том числе и претерпевать негативное отношение граждан к людям его профессии. 
Еще один свидетель в своих показаниях заявил, что власть в демократической стране должна предоставлять гражданам возможность критиковать себя, вне зависимости от формы выражения критики.
Защита представила заключение независимого эксперта Костанова, свидетельствующее о неприменимости ст. 282 ч. 1 УК РФ к рассматриваемому судом деянию, и об ошибочных выводах проведенных социогуманитарных экспертиз. В частности, в одной из них для определения понятий «ненависть» и «манипуляция общественным сознанием» использовались материалы русской Википедии. Суд отказал в приобщении заключения Костанова к делу. 
Защита выступила с ходатайством о проведении психолингвистической экспертизы текста как рекомендованной методическими указаниями Генпрокуратуры в случае применения ст. 282 и предложила поручить её бесплатное проведение профильному государственному экспертному учреждению в Москве. Обвинение также предложило провести экспертизу, но, уже в третий раз, социогуманитарную, и снова заказать её на платной основе ученым из Сыктывкара. Суд отказал в ходатайстве защиты. Суд поддержал ходатайство обвинения, но по требованию защиты поручил обвинению подготовить документы, свидетельствующие о компетенции возможных экспертов из числа местных учёных в их областях знаний. Суд отклонил требование защиты подтвердить экспертную квалификацию специалистов с мотивировкой «экспертизу может проводить любой специалист». В списке предложенных обвинителем специалистов только один когда-либо участвовал в выполнении судебной экспертизы.
7 июля 2008 г. Савва Терентьев был приговорён к году заключения условно.

## Кассационная жалоба в Верховный суд Республики Коми
Адвокаты Терентьева подали кассационную жалобу в Верховный суд Республики Коми. Жалоба рассматривалась коллегией из трёх судей 19 августа 2008 года. Состав коллегии: Александр Шадлов (председательствующий судья), Лев Сивков (судья-докладчик), Валерьян Сверчков. Сивков и Сверчков некоторое время назад сами были милиционерами. Суд кассационную жалобу отклонил.

## Постановление Европейского суда по правам человека
В январе 2009 года адвокаты Терентьева подали жалобу в Европейский суд по правам человека, расположенный в Страсбурге. В поданной жалобе отмечалось, что вынесенный приговор является нарушением десятой статьи Европейской конвенции о защите прав человека и основных свобод, которая гарантирует свободу слова. Помимо того, Терентьев просил Европейский суд по правам человека обратить внимание на нарушения судами Республики Коми, где разбиралось его дело, ряда положений шестой статьи европейской конвенции, гарантирующей справедливый суд. В качестве компенсации понесенного морального вреда Савва Терентьев также просил Страсбургский суд взыскать с Российской Федерации в его пользу 3,5 тысячи евро. ЕСПЧ принял жалобу Терентьева к рассмотрению и в январе 2016 года сообщил о ней российским властям. В 2018 году ЕСПЧ вынес постановление, в котором нашёл в действиях властей нарушение свободы слова и предписал компенсировать Терентьеву издержки, но отказал ему в денежном возмещении морального ущерба. Сумма компенсации, присужденная Терентьеву, составила 5 тысяч евро.

## Политическое убежище в Эстонии
Савва Тереньев выехал в Эстонию по туристической визе 14 января 2011 года и три дня спустя обратился к властям с запросом о предоставлении ему статуса политического беженца, обосновывая своё обращение фактом преследования на территории России за критику милиции и обстоятельствами, связанными с уголовным преследованием.
12 июля 2011 года Савва получил политическое убежище в Эстонии. Его жена и сын, родившийся в 2011 году, когда супруги находились уже в Эстонии, получили вид на жительство в качестве членов семьи политического беженца. 
По его заявлениям, в Россию возвращаться не собирается.